# Honda Rafaga
Honda Rafaga – 4-drzwiowy sedan należący do segmentu D produkowany pod marką Honda w latach 1993-1997. Powstała z myślą o rynku japońskim. Do napędu używano silników 2.0 i 2.5 o mocy maksymalnej 160 i 180 KM.